# Haussmann & Bauer

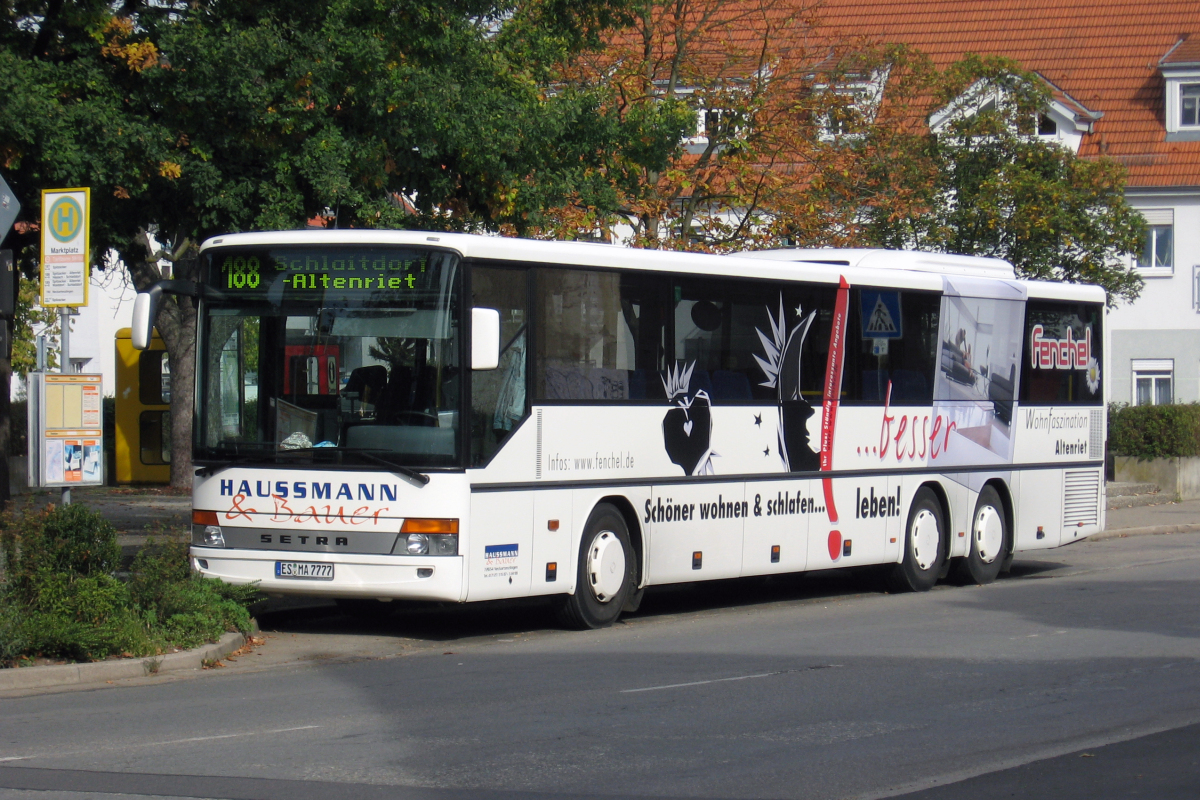
Setra S 317 UL

Haussmann & Bauer Omnibusverkehr GmbH & Co. KG mit Sitz in Neckartenzlingen ist als privates Omnibusunternehmen im Linien- und Gelegenheitsverkehr tätig.

## Geschichte
Das Unternehmen wurde 1946 mit der Einrichtung eines Buslinienverkehrs zwischen Neckartenzlingen und Nürtingen (heutige Linie 188) gegründet. Durch die Eröffnung des Schulzentrums Neckartenzlingen kamen ab Mitte der 1970er Jahre weitere Buslinien in die umliegenden Ortschaften hinzu. 
Nach Ausschreibung der Buslinien durch den Landkreis Esslingen erhielt Haussmann & Bauer den Zuschlag für den eigenwirtschaftlichen Betrieb des Linienbündels 10 ab 1. Dezember 2019 mit einer jährlichen Fahrleistung von 888.000 Kilometern. Die Vergabe umfasst die Linien 166, 166a, 186, 187, 188, 188a, 189, 189a, 197 und X19 innerhalb des VVS und hatte eine Laufzeit bis 31. Dezember 2028, welcher allerdings vorzeitig zum 19. April 2025 beendet wurde. Bei den Linien 187, 188, 189 und 193 (jetzt X19) war Haussmann & Bauer bereits zuvor Konzessionsinhaber. Neu hinzu kamen die Linien 166 (vormals OVK), 186 (vormals Fa. Bader) und 197 (vormals RBS, wobei Haussmann & Bauer die Linie bereits als Subunternehmer bediente).
Die ehemalige Linie 190 (jetzt 808 und 808a) zwischen Aichtal und Neckartenzlingen wurde als Teil des Linienbündels 11 an Omnibus Melchinger vergeben. Haussmann & Bauer verkehrt auf den Linien 808 und 808a im Auftrag von Melchinger.
Seit dem 20. April 2025 übernahm Schlienz-Tours nach der Schließung die Linien im Bündel 10 und einen Teil der Busse, welche mittelfristig ersetzt werden sollen.

## Linien
| Linie | Verlauf | Übernahme durch      |
| ----- | --- | -------------------- |
| 166   | Kirchheim Bahnhof/ZOB – Reudern – Nürtingen Krankenhaus – Nürtingen Bahnhof/ZOB                                                        | Schlienz-Tours       |
| 166a  | Oberboihingen – Reudern (Schülerverkehr)                                                                                               | Schlienz-Tours       |
| 186   | Nürtingen Bahnhof/ZOB – Hardt | Schlienz-Tours       |
| 187   | Neckartenzlingen – Bempflingen – Großbettlingen                                                                                        | Schlienz-Tours       |
| 188   | Nürtingen Bahnhof/ZOB – Neckarhausen – Neckartailfingen – Altdorf – Neckartenzlingen – Altenriet – Häslach – Schlaitdorf               | Schlienz-Tours       |
| 188a  | Altdorf – / Neckartailfingen – / Schlaitdorf – / Häslach – / Walddorf – / Altenriet – Neckartenzlingen Auwiesenschule (Schülerverkehr) | Schlienz-Tours       |
| 189   | Nürtingen Bahnhof/ZOB – Neckarhausen – Neckartailfingen – Schlaitdorf – Häslach – Altenriet – Neckartenzlingen – Altdorf               | Schlienz-Tours       |
| 189a  | Neckartenzlingen – Altdorf – Neckartailfingen – Schlaitdorf – Altenriet – Häslach – Walddorf Gustav-Werner-Schule (Schülerverkehr)     | Schlienz-Tours       |
| 197   | Metzingen Bahnhof – Riederich – Bempflingen – Neckartenzlingen                                                                         | Schlienz-Tours       |
| X19   | Nürtingen Bahnhof/ZOB – Großer Forst – Großbettlingen – Bempflingen                                                                    | Omnibus Müller (FMO) |

## Fuhrpark
Der Fuhrpark von Haussmann & Bauer bestand jahrzehntelang ausschließlich aus Omnibussen der Marke Setra in verschiedensten Ausführungen für den Überlandlinien- und Gelegenheitsverkehr, darunter Gelenkbusse, 14-m- und 15-m-Dreiachser sowie ein Doppeldecker (S 228 DT). Im Jahr 2010 wurde mit einem Citaro LE ein Fahrzeug der Marke Mercedes-Benz beschafft. Seit 2012 kamen mehrere Lion’s City von MAN in der Überland- und Stadtbusvariante hinzu. 2015 wurde ein Reisebus des Typs MAN Lion’s Coach in den Fuhrpark eingereiht.